# 医王寺 (世田谷区)
 医王寺（いおうじ）は、東京都世田谷区深沢六丁目にある真言宗智山派の寺院。ここでは医王寺と関係が深い深沢不動教会についても言及する。

## 医王寺

### 歴史

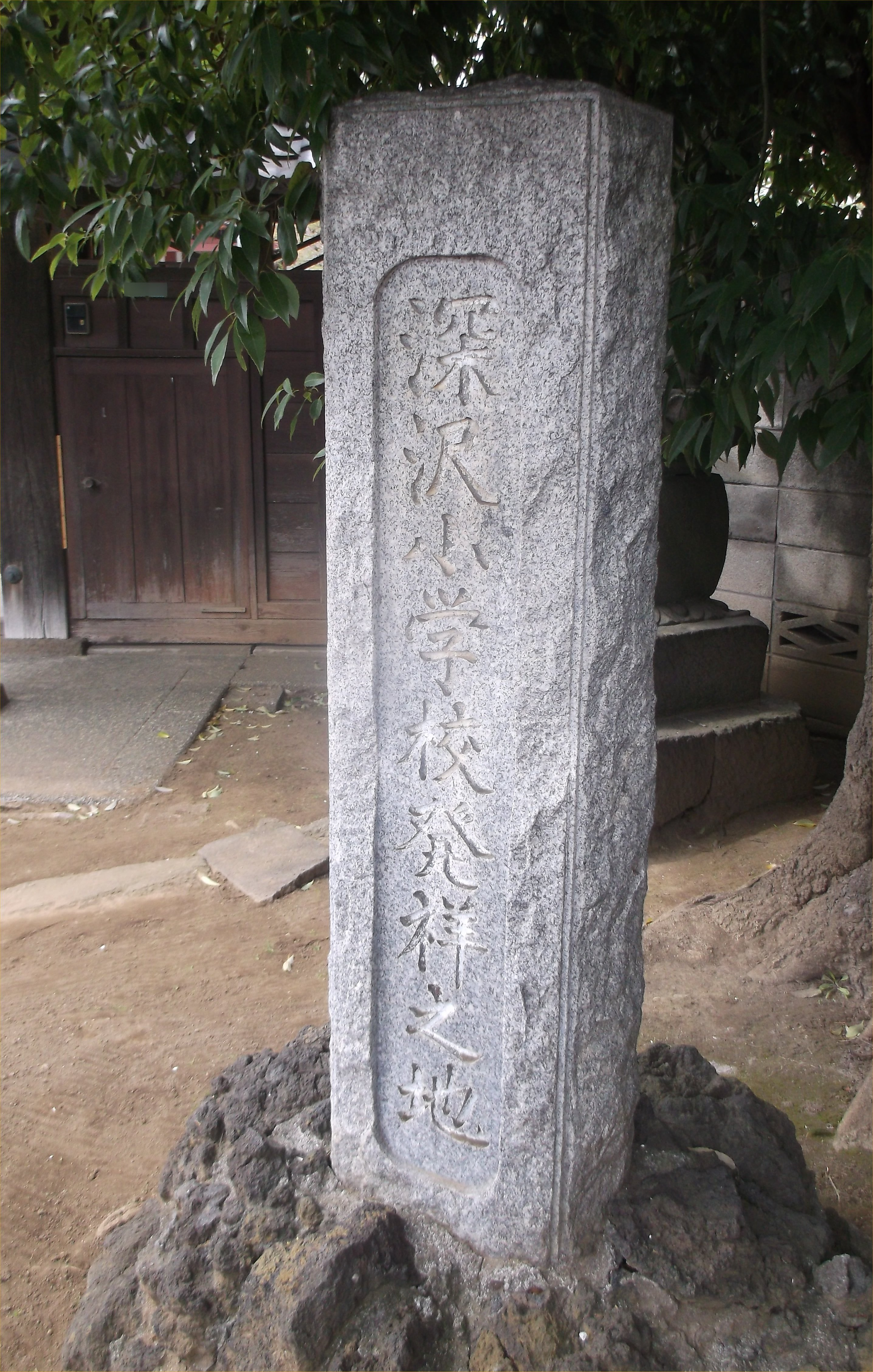
医王寺の山門前にある「深沢小学校発祥之地の碑」

創建は寛永年間と言われている。開基は谷岡又左衝門尉重久という人物である。世田谷区等々力にある満願寺の末寺と言われている。
宝暦11年（1761年）に火災により焼失したが、3年後に再興した。
明治11年（1878年）3月には医王寺境内に深沢村（当時）村民の為に、荏原第二分校（現在の世田谷区立深沢小学校）が開校した。人数が増えたため、翌年には村内の他の場所に移転したが、当寺院には「深沢小学校発祥の地」の碑が建てられている。
なお、境内にはかつては池が二つあったが、昭和7年（1932年）までに消滅した。
昭和20年（1945年）には戦災にあり本堂などが焼失。現在の本堂は昭和38年（1963年）に再建されたものである。

### 主な施設
- 本堂
- 薬師堂（1階は「飯処 田」という和食料理店になっている[5]）
- 墓地

## 深沢不動教会

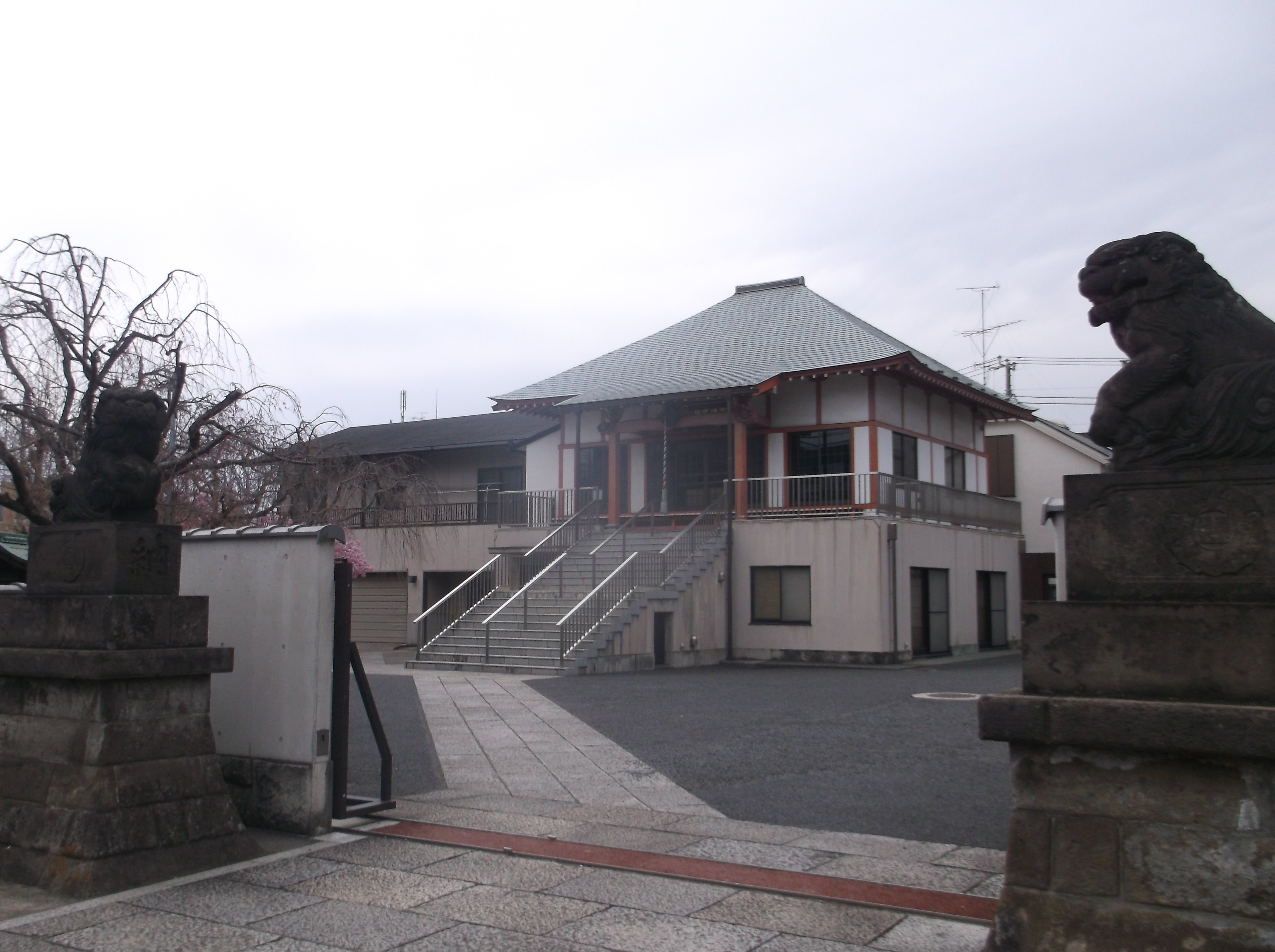
深沢不動教会

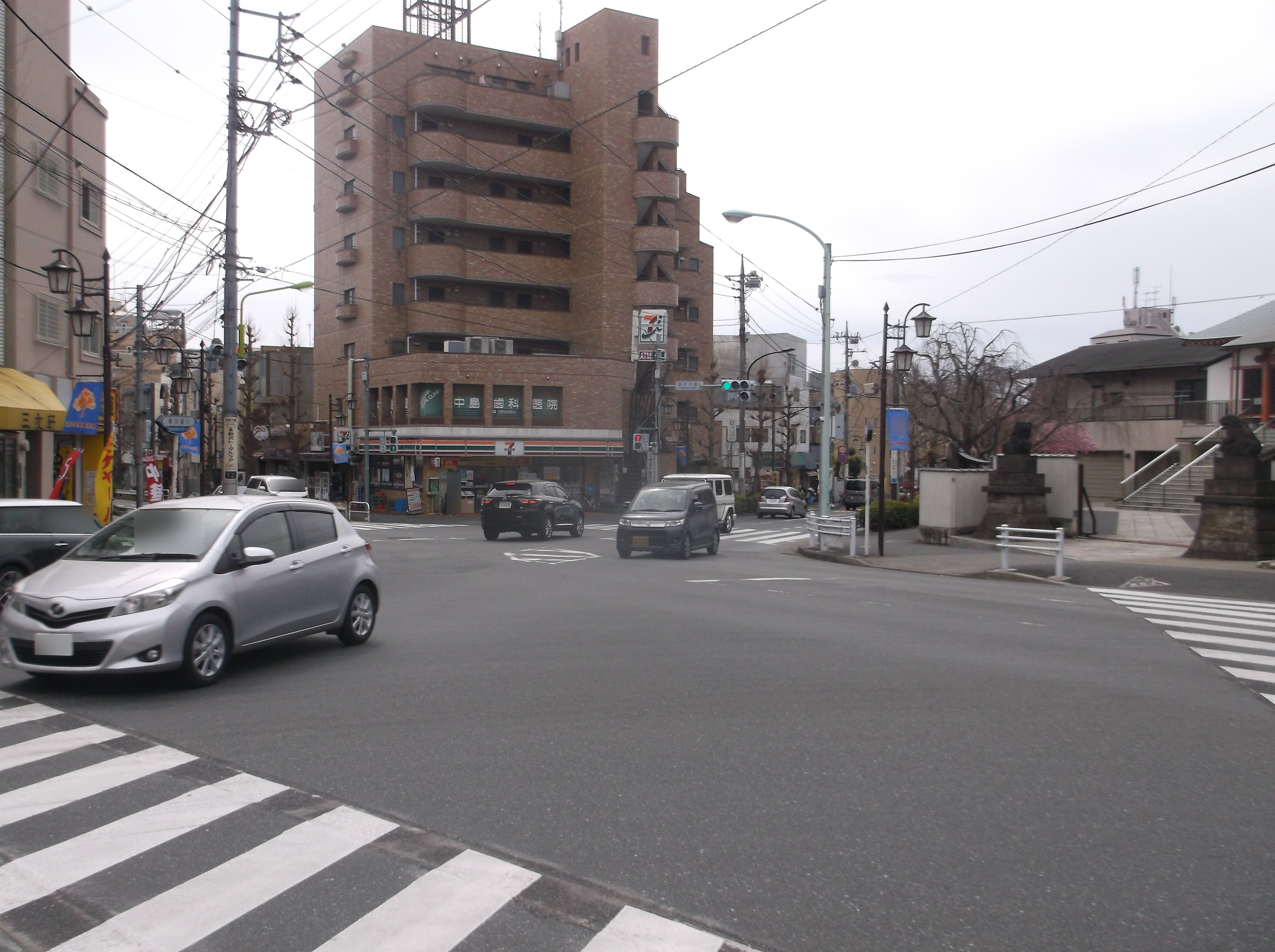
深沢不動交差点

深沢不動教会（ふかさわふどうきょうかい・北緯35度37分18.6秒 東経139度39分13.1秒）は、医王寺に近接してある不動堂である。
明治時代になり、当時の深沢村で成田山信仰の機運が高まり、村内にも成田山の本尊を模した不動明王を祀ったお堂を建てようという動きが出た。
明治31年（1898年）に地元の秋山紋兵衛が発起人になり、村内の多くの人が協力して医王寺の境内仏堂として深沢不動堂が建立された。
戦後、昭和27年（1952年）に深沢不動教会として医王寺から独立。しかし、昭和45年（1970年）から医王寺の住職が深沢不動教会も管理に置いた。平成8年（1996年）に現在の本堂が完成した。
なお、入口は医王寺とは独立している。毎月28日の縁日には、大護摩が焚かれる。
深沢不動前の交差点は、駒沢公園通りと駒沢通りの交差点にあたり、交通の要所にもなっている。

### 主な施設
- だんご地蔵
- 戦没者慰霊碑
- 庚申塔

## アクセス
医王寺
- 所在地 東京都世田谷区深沢六丁目14-2
- 東急田園都市線駒沢大学駅または桜新町駅より徒歩約20分
- 最寄りの深沢不動前バス停には以下から路線バスが出ている。（いずれも東急バス）
  - 渋谷駅・駒沢大学駅前（渋82系統）
  - 恵比寿駅・用賀駅（恵32系統）
  - 自由が丘駅（自01・自02系統）
  - 等々力駅（等11・等12系統）
  - いずれもバス停下車すぐ。
- 拝観は日中の時間帯のみ無料。
- 駐車施設:あり

深沢不動教会
- 所在地 東京都世田谷区深沢六丁目1-1
- 交通は医王寺に準ずる。
- 拝観は日中の時間帯のみ無料。
- 駐車施設:なし